# Conquista bizantina de Bulgaria
La conquista bizantina de Bulgaria se prolongó de 968 a 1018, y fue un conflicto militar que marcó el inicio del segundo apogeo del Imperio bizantino, que logró incorporar la mayor parte de la península balcánica, controlada por el Primer Imperio búlgaro, deshaciéndose así de uno de sus vecinos más amenazadores.
Como la relación búlgaro-bizantina se deterioró a finales de la década de 960, los bizantinos pagaron al príncipe kievano Sviatoslav para atacar a Bulgaria. El inesperado colapso de Bulgaria y las ambiciones de Sviatoslav para apoderarse de Constantinopla cogiendo a los bizantinos por sorpresa, pero ellos lograron hacer retroceder a los ejércitos kievitas y ocuparon el este Bulgaria, incluida la capital Preslav en 971. El emperador Boris II fue capturado y llevado a Constantinopla donde abdicó y el emperador bizantino Juan I Tzimisces anunció la anexión de Bulgaria.
El control bizantino se limitaba solamente a la parte oriental del Imperio búlgaro, mientras que las tierras al occidente permanecieron bajo control búlgaro. Los cuatro hermanos David, Moisés, Aarón y Samuel de la dinastía Cometopulo gobernaron en los territorios libres y en 976 pusieron en marcha una gran ofensiva contra los bizantinos para recuperar las tierras perdidas. Pronto, el hermano menor Samuel tomó toda la autoridad tras la muerte de sus tres hermanos mayores.
Samuel demostró ser un general exitoso causando una gran derrota en el ejército bizantino comandado por Basilio II en la Puerta de Trajano y retomando el noreste de Bulgaria. Sus campañas exitosas expandieron las fronteras de Bulgaria en Tesalia y Epiro y en 998 conquistó el principado de Doclea. En 997 Samuel fue proclamado zar de Bulgaria después de la muerte del gobernante legítimo, Román.
A finales del milenio la suerte de la guerra cambio a favor de los bizantinos. Los bizantinos bajo Basilio II, un general exitoso y soldado con experiencia, lentamente consiguió la ventaja y desde 1001 comenzó a apoderarse de un número de áreas y poblaciones importantes. Los búlgaros fueron incapaces de detener las campañas anuales bizantinas que devastaron el país. En 1014 los bizantinos ganaron la decisiva batalla de Clidio y Samuel murió unas semanas después. La resistencia continuó durante los reinados de su hijo Gabriel Radomir y su sobrino Iván Vladislav, pero después de la muerte de este último en 1018 la mayor parte de la nobleza búlgara se rindió ante Basilio II. Bulgaria permanecería bajo dominio bizantino hasta 1185 cuando el país recuperó su independencia.

## Antecedentes
Durante el reinado del zar búlgaro Pedro I (927-969), los magiares que habían sido temporalmente contenidos por su padre Simeón I empezaron a incursionar las tierras búlgaras en 934 y los esfuerzos de Pedro I para hacerles frente fueron en vano. En varias ocasiones los magiares llegaban a la Tracia bizantina y la saqueaban lo cual fue seguido por acusaciones bizantinas de que los búlgaros lo hacían a propósito, y como resultado las relaciones entre los dos países se deterioraron rápidamente. Sin medios para contrarrestar la amenaza magiar, Pedro I tuvo que concluir un acuerdo con ellos en 965, según la cual los búlgaros tenían que dar a los magiares paso libre a través de sus tierras hacia el Imperio bizantino y rechazar cualquier ayuda al emperador bizantino. Los bizantinos respondieron en la primavera del año siguiente y se negaron a pagar el tributo anual a Bulgaria. Su emperador Nicéforo II Focas (963-969), quien había logrado victorias decisivas sobre los árabes al este insultó a los embajadores búlgaros y puso en marcha una campaña, pero al llegar a la frontera con Bulgaria decidió «no dirigir sus tropas en lugares peligrosos y dárselos a los búlgaros para matarlos como ganado». Poco después de la demostración militar Focas trató de restaurar la paz a condición de que los búlgaros cancelaran su acuerdo con los magiares que fue rechazada por Pedro I que recordó al emperador bizantino que cuando Bulgaria necesita ayuda contra los magiares los bizantinos no reaccionaron y ahora que se había visto obligado a hacer la paz con ellos sería una locura romper el tratado.

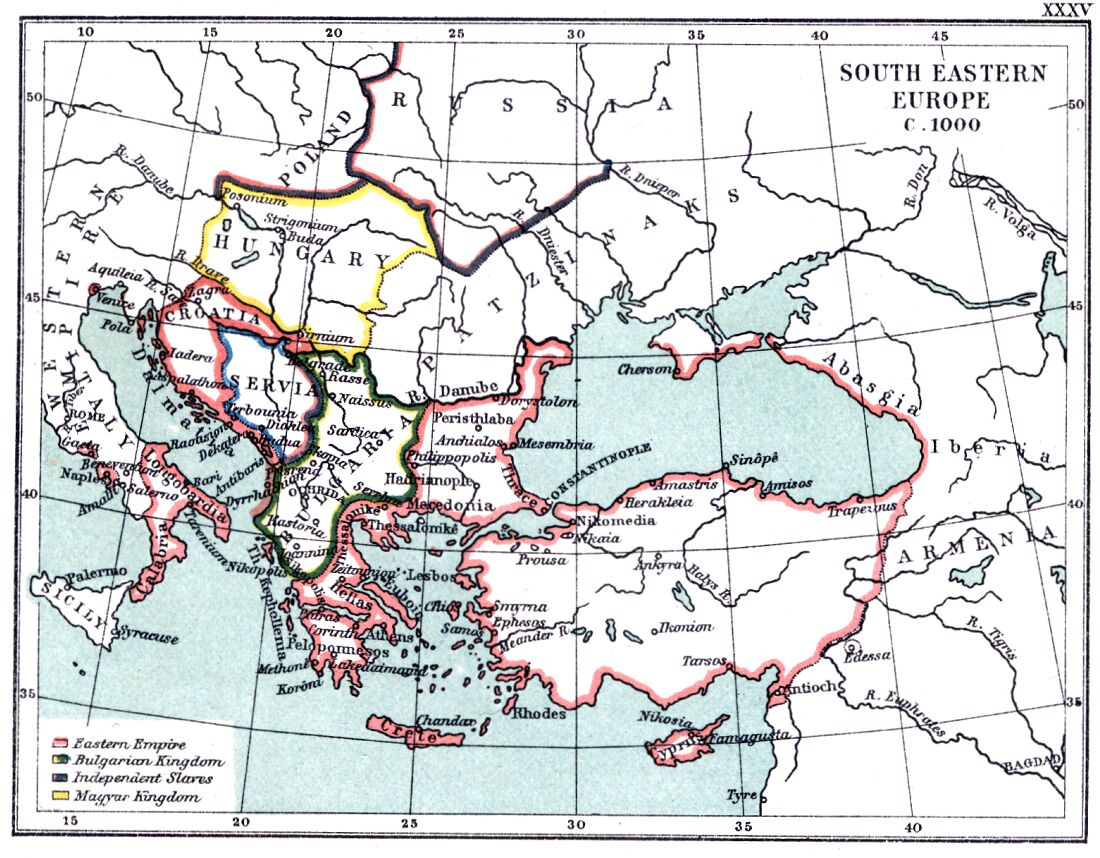
Territorio del Imperio bizantino y Bulgaria, c. 1000.

En esa situación Nicéforo II Focas dirigió a los medios habituales de la diplomacia bizantina y decidió pagar el príncipe kievita Sviatoslav para atacar a Bulgaria. El noble Calociro, a quien se le encomendó la misión, fue exitoso y en la primavera de 968 los ejércitos de la Rus invadieron Dobruja. Sviatoslav derrotó al ejército búlgaro y tomó más de 80 fortalezas que causó preocupación entre los bizantinos, que una vez más ofrecieron la paz a Pedro I pero mientras tanto Sviatoslav tuvo que dejar su campaña y regresar a su capital, Kiev que fue sitiada por los pechenegos. En 969 regresó a Bulgaria y poco después que Pedro I sufrió un derrame cerebral, abdicó y murió el 30 de enero de 970 como un monje. Fue sucedido por su hijo mayor Boris II quien no tuvo más opción que cooperar con Sviatoslav, cuya atención había sido desviada en ese momento por Kalokyros a Constantinopla. El nuevo emperador bizantino Juan Tzimisces (969-976) obtuvo una victoria decisiva sobre la Rus y sus aliados búlgaros en la batalla de Arcadiópolis (970) y el 5 de abril de 971 se apoderó de la capital búlgara Preslav donde Boris II fue capturado junto con toda su familia. Boris fue tratado bien y Juan Tzimisces pretendió haber llegado a liberar para los búlgaros de la Rus. Sin embargo, cuando Sviatoslav fue finalmente derrotado, Boris II fue llevado a Constantinopla, donde tuvo que abdicar. Tenía que entregar la insignias de zar —la corona de oro y las botas rojas— que las colocó en la catedral de Santa Sofía. A cambio recibió el título de magistro. Su hermano Román fue castrado por los bizantinos para asegurarse que la dinastía Krum se extinguiera.
Para Juan Tzimisces esto fue un gran triunfo. El sueño bizantino de tres siglos para eliminar el Estado búlgaro y restaurar las fronteras imperiales a lo largo del Danubio parecía haberse hecho realidad. La anexión de Bulgaria fue proclamada oficialmente, el corazón político del país en el noreste de Bulgaria junto con Preslav, la antigua capital Pliska y la sede del Patriarcado de Bulgaria Drastar (Silistra) fueron ocupadas.

## El surgimiento de los hermanos Cometopulo
Mientras que la parte oriental del imperio fue conquistada y convertida en una provincia bizantina las tierras al oeste del río Iskar permanecieron bajo control búlgaro e incluyeron la mayor parte de Macedonia, Albania y las tierras al sur del Danubio entre el río Kolubara (incluyendo Srem) al oeste y las montañas entre Etropole e Ihtiman al oeste. Estos territorios fueron gobernados por los cuatro hermanos David, Moisés, Aarón y Samuel, los hijos del gobernador (komita/comes) de Serdica (Sofía) Nicolás. La Información para el período comprendido entre 971 y 976 en las fuentes primarias es muy escasa.

## Basilio II

Territorio de la antigua Bulgaria occidental como tema, c. 1045.

En 986, después de asegurar su propia posición en Bizancio, el emperador Basilio II reunió un poderoso ejército de 30.000 hombres, que marchó hacia la ciudad búlgara de Sofía y la sitió. Basilio comenzó a preocuparse por la lealtad vacilante de su nobleza y su ejército marchó de nuevo hacia la Tracia bizantina pero fue emboscado y derrotado en la Batalla de la Puerta de Trajano. Basilio aprendió de su error y su siguiente invasión de Bulgaria se llevará a cabo de una manera muy diferente.
En 1000, Basilio había combatido contra su propia nobleza y derrotó a la amenaza islámica del este, y así lideró otra invasión de Bulgaria. Esta vez en lugar de marchar hacia el centro del país, él lo anexo poco a poco. Finalmente, después de negar a Bulgaria cerca de un tercio de sus tierras, los búlgaros lo arriesgaron todo en una batalla en 1014. La batalla de Clidio fue un desastre para los búlgaros y el ejército bizantino capturó 15 000 prisioneros, 99 de cada 100 fueron cegados y a uno se le dejó un ojo para guiar al resto de regreso a sus hogares. Los búlgaros resistieron hasta 1018 cuando finalmente se rindieron ante Basilio II.
Una vez que cesó la oposición, Basilio II mostró una habilidad política considerable en sus tratos con los búlgaros. Aceptó sabiamente los impuestos búlgaros en especie en lugar de en monedas, ya que no se estableció una economía monetaria completa en Bulgaria. Muchos miembros de las élite búlgara se integraron en la sociedad bizantina, y se les asignaron puestos militares o civiles dentro del estado bizantino. Esta integración está ilustrada por el último zar búlgaro, Iván Vladislav, como antepasado del emperador bizantino Juan II Comneno.